# Lafox
Lafox (en occitan languedocien : Lafocs) est une commune du Sud-Ouest de la France, située dans le département de Lot-et-Garonne (région Nouvelle-Aquitaine).

## Géographie

### Localisation
La commune appartient à l'aire d'attraction d'Agen, située dans son unité urbaine au sud-est d'Agen, en rive droite de la Garonne, à sa confluence avec la Séoune, donc en Guyenne, face à la commune de Sauveterre-Saint-Denis qui est située rive gauche du fleuve, en Gascogne. La Séoune s'écrivait autrefois Ceoune. C'est sous les murs du château du XIIe siècle qu'un des bras de la Garonne rejoignait la Séoune.
La commune est proche des départements de Tarn-et-Garonne et du Gers, situés tous les deux dans la région Occitanie. Lafox est traversée par la RD 813 (ex-RN 113), par la Garonne, par le canal latéral à la Garonne, ainsi que par la ligne Bordeaux - Sète. Bien que la mairie se situe dans le quartier appelé le Bourg, Lafox n'a pas vraiment de centre historique et il faut aller à Saint-Christophe pour trouver l'église catholique et le cimetière.

### Communes limitrophes
Les communes limitrophes sont Castelculier, Boé, Saint-Jean-de-Thurac, Saint-Pierre-de-Clairac, Sauveterre-Saint-Denis et Layrac.
|                             | Castelculier           | Saint-Pierre-de-Clairac |
| Boé                         | Lafox                  | Saint-Jean-de-Thurac    |
| Layrac (par un quadripoint) | Sauveterre-Saint-Denis |                         |

### Climat
Pour des articles plus généraux, voir Climat de la Nouvelle-Aquitaine et Climat de Lot-et-Garonne.
Historiquement, la commune est exposée à un climat océanique aquitain.
En 2020, Météo-France publie une typologie des climats de la France métropolitaine dans laquelle la commune est exposée à un climat océanique altéré et est dans la région climatique Aquitaine, Gascogne, caractérisée par une pluviométrie abondante au printemps, modérée en automne, un faible ensoleillement au printemps, un été chaud (19,5 °C), des vents faibles, des brouillards fréquents en automne et en hiver et des orages fréquents en été (15 à 20 jours).
Pour la période 1971-2000, la température annuelle moyenne est de 13,5 °C, avec une amplitude thermique annuelle de 15,3 °C. Le cumul annuel moyen de précipitations est de 789 mm, avec 10,4 jours de précipitations en janvier et 6,6 jours en juillet. Pour la période 1991-2020, la température moyenne annuelle observée sur la station météorologique la plus proche, située sur la commune d'Estillac à 10,98 km à vol d'oiseau, est de 13,8 °C et le cumul annuel moyen de précipitations est de 708,2 mm,. Pour l'avenir, les paramètres climatiques de la commune estimés pour 2050 selon différents scénarios d’émission de gaz à effet de serre sont consultables sur un site dédié publié par Météo-France en novembre 2022.

## Urbanisme

### Typologie
Au 1er janvier 2024, Lafox est catégorisée ceinture urbaine, selon la nouvelle grille communale de densité à sept niveaux définie par l'Insee en 2022.
Elle appartient à l'unité urbaine d'Agen, une agglomération intra-départementale regroupant 16  communes, dont elle est une commune de la banlieue,,. Par ailleurs la commune fait partie de l'aire d'attraction d'Agen, dont elle est une commune de la couronne,. Cette aire, qui regroupe 81 communes, est catégorisée dans les aires de 50 000 à moins de 200 000 habitants,.

### Occupation des sols

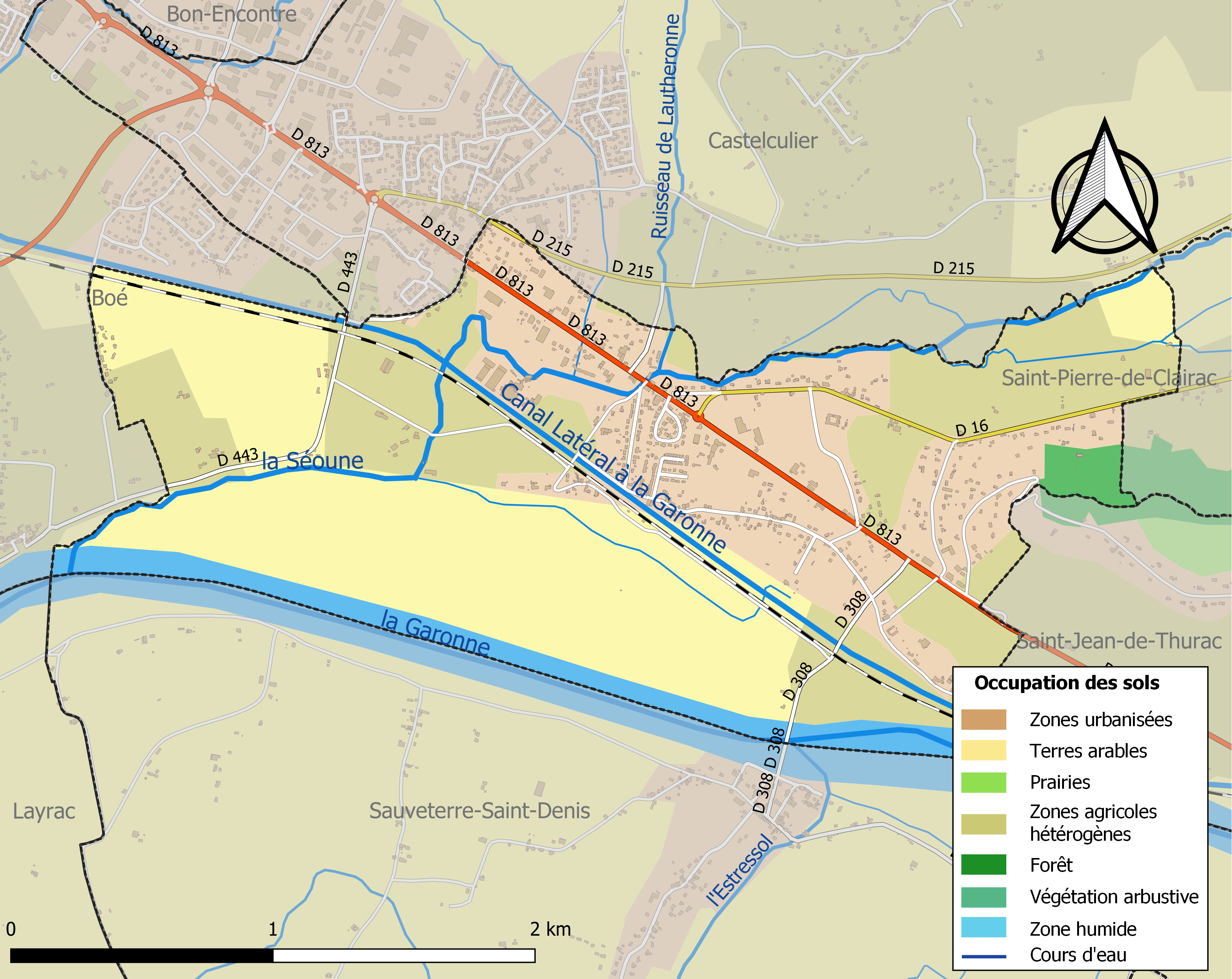
Carte des infrastructures et de l'occupation des sols de la commune en 2018 (CLC).

L'occupation des sols de la commune, telle qu'elle ressort de la base de données européenne d’occupation biophysique des sols Corine Land Cover (CLC), est marquée par l'importance des territoires agricoles (61,8 % en 2018), en diminution par rapport à 1990 (69 %). La répartition détaillée en 2018 est la suivante :
terres arables (33,4 %), zones urbanisées (28,4 %), zones agricoles hétérogènes (28,4 %), eaux continentales (8 %), forêts (1,7 %). L'évolution de l’occupation des sols de la commune et de ses infrastructures peut être observée sur les différentes représentations cartographiques du territoire : la carte de Cassini (XVIIIe siècle), la carte d'état-major (1820-1866) et les cartes ou photos aériennes de l'IGN pour la période actuelle (1950 à aujourd'hui).

### Risques majeurs
Le territoire de la commune de Lafox est vulnérable à différents aléas naturels : météorologiques (tempête, orage, neige, grand froid, canicule ou sécheresse), inondations, mouvements de terrains et séisme (sismicité très faible). Il est également exposé à deux risques technologiques, le transport de matières dangereuses et le risque nucléaire. Un site publié par le BRGM permet d'évaluer simplement et rapidement les risques d'un bien localisé soit par son adresse soit par le numéro de sa parcelle.

#### Risques naturels
La commune fait partie du territoire à risques importants d'inondation (TRI) d’Agen, regroupant 20 communes concernées par un risque de débordement de la Garonne, un des 18 TRI qui ont été arrêtés fin 2012 sur le bassin Adour-Garonne. Les événements antérieurs à 2014 les plus significatifs sont les crues de 1435, 1875, 1930, 1712, 1770 et 1952. Des cartes des surfaces inondables ont été établies pour trois scénarios : fréquent (crue de temps de retour de 10 ans à 30 ans), moyen (temps de retour de 100 ans à 300 ans) et extrême (temps de retour de l'ordre de 1 000 ans, qui met en défaut tout système de protection). La commune a été reconnue en état de catastrophe naturelle au titre des dommages causés par les inondations et coulées de boue survenues en 1982, 1988, 1999, 2007, 2009 et 2021,.
Les mouvements de terrains susceptibles de se produire sur la commune sont des tassements différentiels.

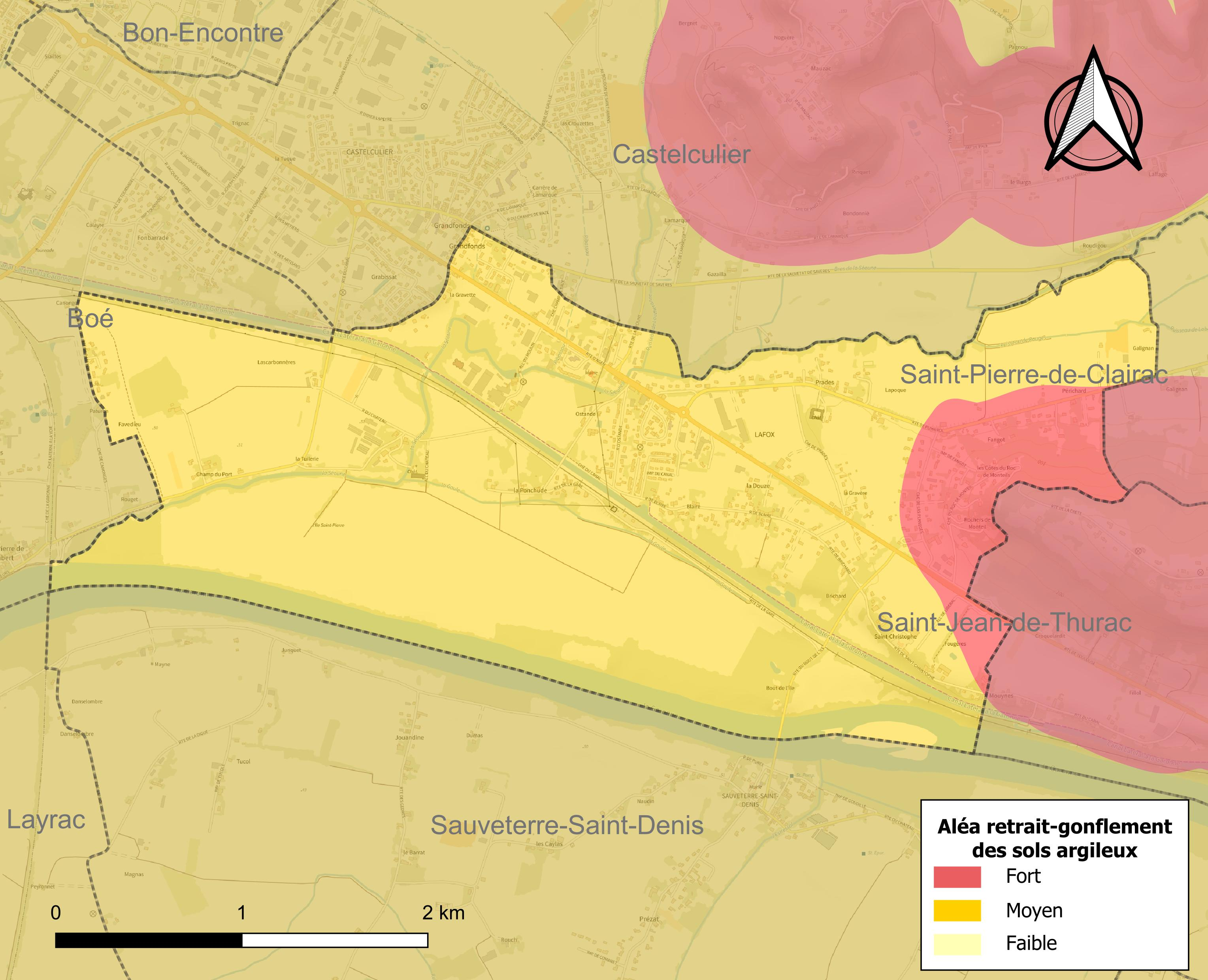
Carte des zones d'aléa retrait-gonflement des sols argileux de Lafox.

Le retrait-gonflement des sols argileux est susceptible d'engendrer des dommages importants aux bâtiments en cas d’alternance de périodes de sécheresse et de pluie. La totalité de la commune est en aléa moyen ou fort (91,8 % au niveau départemental et 48,5 % au niveau national). Depuis le 1er octobre 2020, en application de la loi ELAN, différentes contraintes s'imposent aux vendeurs, maîtres d'ouvrages ou constructeurs de biens situés dans une zone classée en aléa moyen ou fort,.
Concernant les mouvements de terrains, la commune a été reconnue en état de catastrophe naturelle au titre des dommages causés par la sécheresse en 2002, 2003 et 2017 et par des mouvements de terrain en 1999.

#### Risque technologique
La commune étant située dans le périmètre du plan particulier d'intervention (PPI) de 20 km autour de la centrale nucléaire de Golfech, elle est exposée au risque nucléaire. En cas d'accident nucléaire, une alerte est donnée par différents médias (sirène, sms, radio, véhicules). Dès l'alerte, les personnes habitant dans le périmètre de 2 km se mettent à l'abri. Les personnes habitant dans le périmètre de 20 km peuvent être amenées, sur ordre du préfet, à évacuer et ingérer des comprimés d’iode stable,,.

## Histoire
Sicard Alaman octroie des coutumes à Lafox en 1254. Ces coutumes reprennent celles qu'il a octroyées en 1247 à Saint-Sulpice.
Vestiges de l’époque médiévale :
Le vieux château de Lafox datant du Moyen Âge est le principal témoin de l'histoire de la commune de Lafox. Il a été édifié au XIIe siècle, non loin de l'embouchure d'un bras de la Garonne et de la Séoune (le château de Lafox contrôlait le gué de la Séoune à l'endroit où elle se jette dans la Garonne). Une charte de 1282 affirme que c'est là "dans le château" que la justice était rendue. Il fut repris aux Anglais en 1435 et servit de lieu de réunion aux catholiques, s'organisant contre les protestants, au XVIe siècle. Charles IX, Catherine de Médicis, Marguerite de Valois, Montluc et aussi le roi de Navarre, futur Henri IV, y furent reçus. En l'an 1604, le chef-lieu de la juridiction était au château de La Fost (qui donnera son nom à la commune).
Vestiges de l’époque moderne :
Château des Durfort construit au XVIe siècle, remanié aux XVIIe et XVIIIe siècles : parties ouest et est, donjon et châtelet, chapelle ayant abrité le tombeau des Durfort (musée de la ville d'Agen).
Le manoir de Prades, datant du XVIe siècle, remanié XVIIe siècle, qui est le lieu de naissance du poète Cortères de Prades.

## Héraldique
| Blason de Lafox | Blason  | Écartelé : au 1er d'argent au pont droit isolé, crénelé d'or, maçonné de sable, d'une arche enjambant une rivière d'azur surmontée d'une roue de moulin d'or, au 2e de gueules à saint Christophe d'or portant sur son épaule l'Enfant Jésus d'or tenant dans sa senestre un monde du même cerclé et croiseté d'azur, au 3e de gueules au léopard d'or armé et lampassé d'azur, au 4e d'argent au filet ondé en barre mouvant d'une fasce ondée d'une pièce et sur lequel broche une trangle, le tout alésé d'azur. |
| Blason de Lafox | Détails | Le statut officiel du blason reste à déterminer. |

## Politique et administration

### Liste des maires
| Période                                  | Période      | Identité                  | Étiquette   | Qualité                              |
| ---------------------------------------- | ------------ | ------------------------- | ----------- | ------------------------------------ |
| Les données manquantes sont à compléter. |              |                           |             |                                      |
| 1791                                     | 1794         | Michel Dupau              |             |                                      |
| 1794                                     | 1796         | Joseph Fourés             |             |                                      |
| 1796                                     | 1796         | Jean Deger                |             |                                      |
| 1796                                     | 1798         | Michel Dupau              |             |                                      |
| 1798                                     | 1799         | Jean Marcadier            |             |                                      |
| 1799                                     | 1865         | Pierre Ratoin             |             |                                      |
| 1865                                     | 1874         | Guillaume Benech          |             |                                      |
| 1874                                     | 1884         | Louis Laroche             |             |                                      |
| 1884                                     | 1893         | Bertrand Boé              |             |                                      |
| 1893                                     | 1900         | Arthur Benech             |             |                                      |
| 1900                                     | 1904         | Jean Pergan               |             |                                      |
| 1904                                     | mai 1944     | Jean Bru                  |             | Président UPSA,                      |
| mai 1944                                 | octobre 1944 | Gabriel Herier            |             |                                      |
| octobre 1944                             | mars 1980    | Jean-Irénée Lagnoux       |             | Gendarme                             |
| mai 1980                                 | août 1988    | René Joseph Etienne Marty |             | Agriculteur                          |
| 1988                                     | juin 1995    | Jacques Ugolotti          |             | PDG société menuiserie PVC           |
| juin 1995                                | octobre 2017 | Christine Bonfanti-Dossat | UMP puis LR | Infirmière - Sénatrice (depuis 2017) |
| octobre 2017                             | mai 2020     | Jean-Luc Thomas           |             |                                      |
| mai 2020                                 | En cours     | Yoan Verdié               | DVD         |                                      |

## Démographie
L'évolution du nombre d'habitants est connue à travers les recensements de la population effectués dans la commune depuis 1793. Pour les communes de moins de 10 000 habitants, une enquête de recensement portant sur toute la population est réalisée tous les cinq ans, les populations de référence des années intermédiaires étant quant à elles estimées par interpolation ou extrapolation. Pour la commune, le premier recensement exhaustif entrant dans le cadre du nouveau dispositif a été réalisé en 2004.

En 2022, la commune comptait 1 079 habitants, en évolution de −6,42 % par rapport à 2016 (Lot-et-Garonne : −0,18 %, France hors Mayotte : +2,11 %).
| 1793 | 1800 | 1806 | 1821 | 1831 | 1836 | 1841 | 1846 | 1851 |
| ---- | ---- | ---- | ---- | ---- | ---- | ---- | ---- | ---- |
| 216  | 269  | 297  | 301  | 313  | 322  | 317  | 305  | 271  |

| 1856 | 1861 | 1866 | 1872 | 1876 | 1881 | 1886 | 1891 | 1896 |
| ---- | ---- | ---- | ---- | ---- | ---- | ---- | ---- | ---- |
| 278  | 241  | 213  | 239  | 362  | 355  | 345  | 344  | 350  |

| 1901 | 1906 | 1911 | 1921 | 1926 | 1931 | 1936 | 1946 | 1954 |
| ---- | ---- | ---- | ---- | ---- | ---- | ---- | ---- | ---- |
| 341  | 359  | 342  | 316  | 316  | 326  | 341  | 351  | 410  |

| 1962 | 1968 | 1975 | 1982 | 1990 | 1999 | 2004 | 2006  | 2009  |
| ---- | ---- | ---- | ---- | ---- | ---- | ---- | ----- | ----- |
| 437  | 436  | 524  | 595  | 706  | 817  | 957  | 1 183 | 1 162 |

| 2014  | 2019  | 2022  | - | - | - | - | - | - |
| ----- | ----- | ----- | - | - | - | - | - | - |
| 1 155 | 1 116 | 1 079 | - | - | - | - | - | - |

La population fut en constante augmentation de 1793 à 1836, avant d'entamer un lent déclin jusqu'en 1866, année où fut atteint le minimum démographique de 213 habitants.

Puis Lafox du XXe siècle fait plus que doubler de population surtout à partir des années 1970, jusqu'à atteindre 1 183 habitants en 2006.

## Économie
Économiquement, Lafox est caractérisée par les activités agricoles (agriculture et industrie agro-alimentaire), comme la Coopérative de séchage de prunes ou les pépinières. On trouve également des services (petits commerces...) et divers artisans, installés au bord de la route nationale. La Poste a été rouverte depuis quelques mois.
Au niveau des constructions résidentielles, la commune a connu un certain développement dans les années 1975 et 1985, puis a connu une nouvelle phase de développement à partir du milieu des années 1990, avec une accélération dans les années 2000. La population a sensiblement augmenté, et de nouveaux commerces et entreprises ont ouvert, ce qui donne à la commune de Lafox une apparence plus « péri-urbaine » (aire urbaine d'Agen). Il existe une gare ferroviaire n'étant plus en activité depuis de nombreuses années mais habitée par des particuliers.

## Vie locale
La fête patronale et communale a lieu le 25 juillet.

## Associations communales
| Associations                | Responsables        |
| --------------------------- | ------------------- |
| ASSAD "un cœur, un sourire" | Mme Roman de Matteï |
| Art et peinture             | Mme Dellong         |
| Culture et loisirs          | M. Betous           |
| Parents d'élèves (FCPE)     | Mme Grolleau        |
| Club de pétanque            | M. Standaert        |
| Comité des fêtes            | M. Maccalli         |
| Crèche Les Frimousses       | Mme Bonfanti-Dossat |
| Cyclo club                  | M. Saint-Martin     |
| Judo club                   | M. de Reddon        |
| Mober's club                | M. Richard          |
| Société de chasse           | M. Darquié          |
| Soleil d'automne            | Mme Sauvat          |
| CAP2A (club de plongée)     | M. Barbé            |

## Jumelages
Teglio Veneto (Italie)

## Lieux et monuments
- Château de Lafox, qui se trouve sur la Séoune au confluent avec le ruisseau la Gaule, non loin de Saint-Pierre-de-Gaubert. Le donjon est la partie la plus ancienne et date du Moyen Âge. La première mention du château date de 1239. Les Durfort ont acheté le château en 1477. Après la guerre de Cent Ans, au XVe siècle, le château a été reconstruit. Il a été réaménagé au XVIe siècle. Alain de Durfort a fait construire la chapelle et une partie du logis après 1535. Son tombeau qui se trouvait dans la chapelle a été transporté au musée d'Agen. Charles IX a séjourné au château en 1564. On remarquera certaines fenêtres murées. Il a été classé au titre des monuments historiques en 1951[37].
- Manoir de Prades[38],[39] sur le CD 16. Le manoir actuel a été construit dans la première moitié du XVIe siècle (le manoir existait en 1528) et agrandi au XVIIe siècle. La terre a appartenu à la famille de Cortète depuis le XVe siècle. Le membre le plus célèbre de cette famille a été le poète François de Cortète (1571-1655). Le manoir de Prades a été inscrit au titre des monuments historiques en 1959[40].
- Église catholique Saint Christophe (XIIe siècle) et cimetière

## Personnalités liées à la commune
- Marcel Fontaine résistant, membre du Corps Franc Pommiès a été exécuté par les nazis le 7 juin 1944 à Saint-Pierre-de-Clairac[41]. Une rue de sa ville natale Denain, en sa mémoire, est à son nom.
- Famille de Durfort.